# Gergely István (vízilabdázó)
Gergely István (Dunaszerdahely, 1976. augusztus 20. –) kétszeres magyar olimpiai bajnok vízilabdázó.

## Pályafutása
Szlovákiában született, ahol 1994-ben junior vb bronzérmet szerzett és a felnőtt válogatottban is szerepelt. 1993-tól 2002-ig 130 mérkőzésen szerepelt a szlovák válogatottban. Az Európa-bajnokságokon 1997-ben nyolcadik, 1999-ben kilencedik volt. A 2000-es olimpián tizenkettedik, a 2001-es világbajnokságon tizenegyedik helyezett lett.
Olaszországi, majd spanyol légióskodás után került a Honvédhoz. Ekkor merült fel komolyabban a honosítása. 2003-tól lett magyar állampolgár. Magyar színekben a 2004-es és a 2008-as olimpián aranyérmet szerzett. Tagja volt a 2003-ban világbajnokságot 2005-ben vb ezüstérmet nyert csapatnak. 2003-ban és 2004-ben a válogatottal Világligát nyert. 2003 és 2006 között négyszer nyert csapatával magyar bajnokságot, 2007-ben második volt, 2008-ban és 2009-ben a dobogó harmadik fokára állhatott fel.
2014 áprilisában bejelentette, hogy a szezon végén befejezi játékos-pályafutását.
2017 nyarán, a többségében a sydney-i olimpiai bajnokokból álló Millennium csapat tagjaként a 40+ korosztályban masters világbajnoki címet nyert.

## Tanulmányai
Legmagasabb iskolai végzettsége Sportmenedzser MSC a Semmelweis Egyetem Testnevelési és Sporttudományi Kar és a Budapesti Corvinus Egyetem Gazdálkodástudományi Kar közös képzésén. Jelenleg PhD hallgató a Semmelweis Egyetemen.

## Sportvezetőként
2012 decemberében pályázott a Magyar Vízilabda-szövetség elnöki posztjára, de Kemény Dénessel szemben alulmaradt. Ugyanekkor négy évre az Magyar Vízilabda Szövetség elnökségi tagja lett. 2013 januárjában Benedek Tibor szövetségi kapitány mellett a magyar válogatott kapusedzője lett.
2016 decemberében, Benedek Tibor lemondásakor bejelentette, ő is távozik a válogatott kispadjáról.
2017 januárjában megválasztották a Honvéd egyesület ügyvezető elnökének.

## Családja
Nős, felesége Kovács Szilvia. Gyermekük: Levente (2017). Előző házasságából egy lánya, Melinda, és egy fia, Márton született.

## Díjai, elismerései
- A Magyar Köztársasági Érdemrend tisztikeresztje (2004)
- A magyar bajnoki rájátszás legjobb játékosa (2005)
- A Magyar Köztársasági Érdemrend középkeresztje (2008)
- Honvédelemért (I. osztály) (2008)
- Komárom díszpolgára (2016)[9]